# Grissenbach

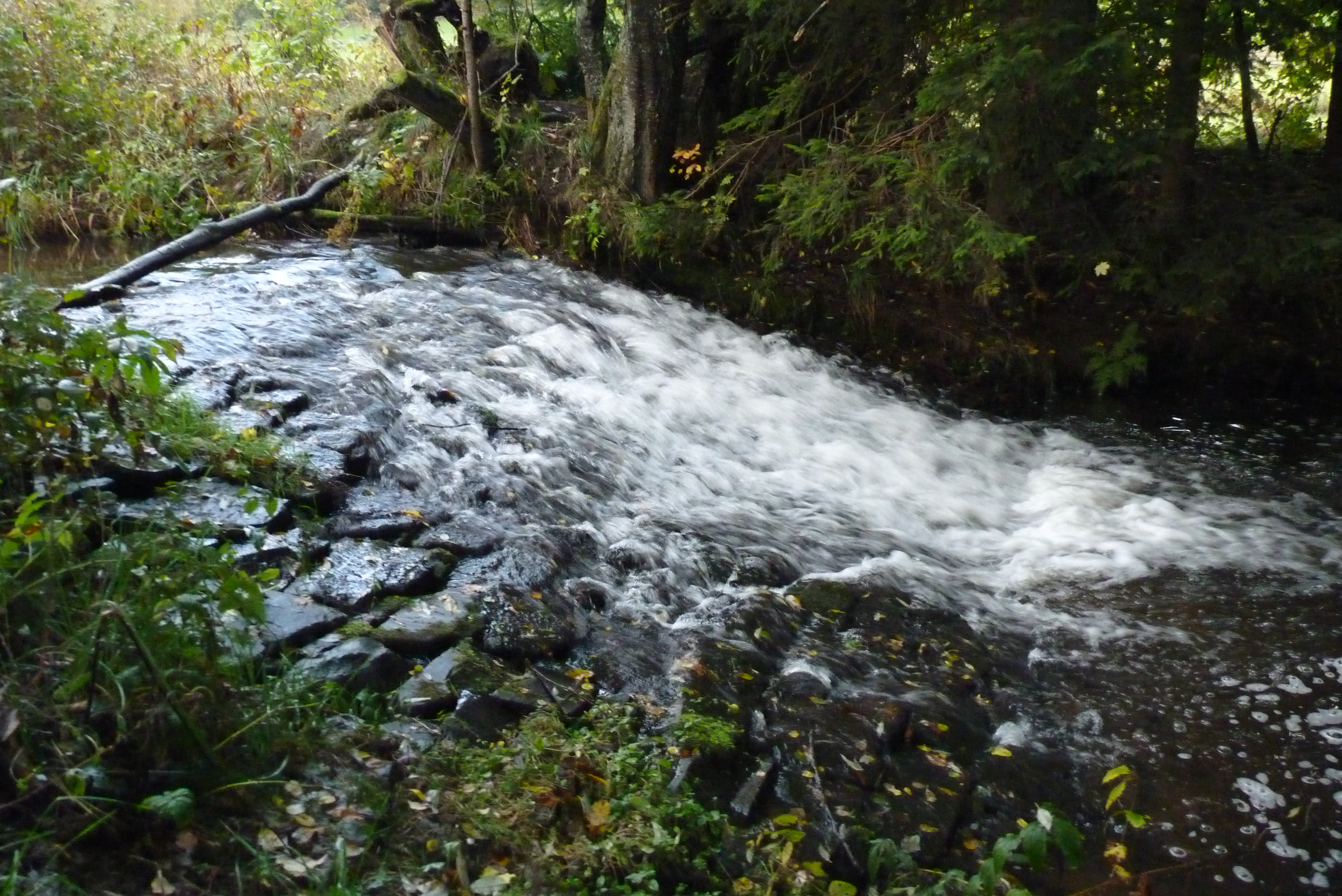
Obere Sieg

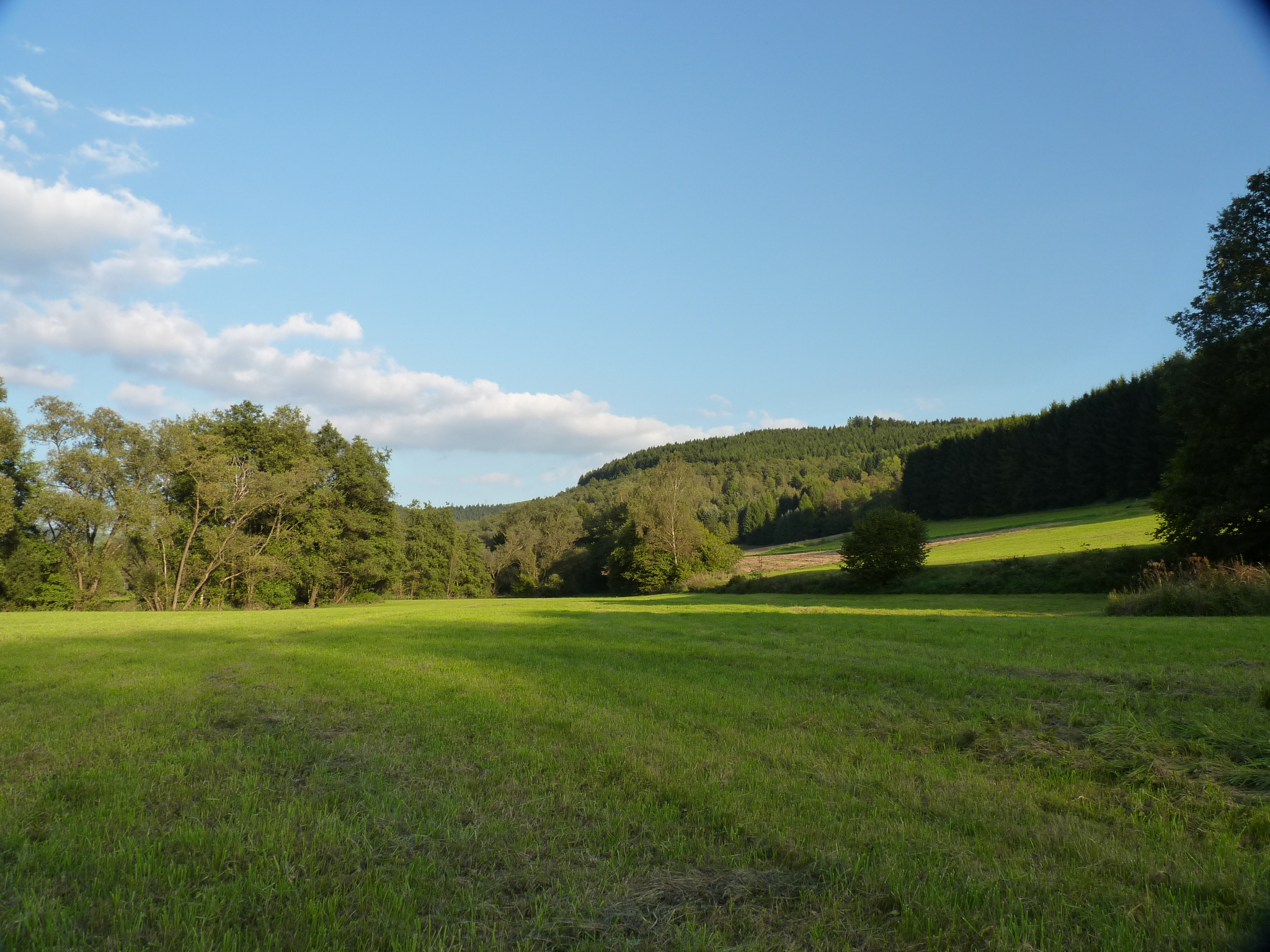
Blick durchs Siegtal bei Grissenbach zum Berg Auf der Noll

Grissenbach ist ein Stadtteil von Netphen im Kreis Siegen-Wittgenstein in Nordrhein-Westfalen und hat 777 Einwohner (Stand: 30. Juni 2022).

## Namensherkunft
Der Name des Dorfes kann verschieden gedeutet werden. In alten Urkunden kommen Schreibweisen wie Krissenbach, Krissienbach und Christenbach vor. Jedoch deutet auch der Familienname Grisse, einer der ältesten Namen im Siegener Urkundenbuch (Eckhardt von Grisse am Bach) auf eine Verbindung zwischen Familien- und Dorfname hin.

## Geographie

### Lage
Grissenbach liegt im Osten des Netphener Stadtgebiets im Süden des im April 2015 neu gegründeten Naturparks Sauerland-Rothaargebirge als Nachfolger des Naturparks Rothaargebirge. Seine Gemarkung erstreckt sich auf Höhen zwischen rund 336 und 530,7 m ü. NHN, wobei der Kernort mit Bebauung zwischen 336 und 360 m Höhe liegt. Grissenbach weist eine Fläche von rund 4,6 km² auf. Das Landschaftsbild besteht zu etwa 70 % bzw. 363 Hektar aus Wald (der häufig durch Hauberg bewirtschaftet wird), die restlichen 30 % bzw. 99 Hektar unterteilen sich in Wiesen, Äcker sowie bebaute Flächen.

### Naturräumliche Zuordnung
Grissenbach gehört in der naturräumlichen Haupteinheitengruppe Süderbergland (Nr. 33) und in der Haupteinheit Siegerland (331) zur Untereinheit Siegerländer Rothaar-Vorhöhen (331.2).

### Berge
Berge sind unter anderem der Heinenberg mit 530,7 m (höchster Berg im Ortsgebiet), welcher sich im Südosten der Gemarkung Grissenbach erhebt, Auf den Plätzen mit 509,4 m, im Osten der Gemarkung, Auf der Noll mit 474,1 m und seinem in die Gemarkung Deuz reichenden Ausläufer Halsberg, im Süden der Gemarkung und der Sterndill mit 470,1 m Höhe, im Nordwesten der Gemarkung. Der Heinenberg und der Berg Auf der Noll liegen, wie auch der Hellerkopf (551,8 m) in der benachbarten Gemarkung Nenkersdorf, auf einem Gebirgsrücken, der vom Ederkopf-Lahnkopf-Rücken abgeht, und mit dem Halsberg in Deuz endet.
Die 4 höchsten Berge in Grissenbach (mit Ausnahme namenloser Kuppen):

### Fließgewässer
Durch den Ort fließt die Sieg, welche auf Grissenbacher Ortsgebiet mehrere kleine Wasserfälle passiert, bis sie schließlich die Gemarkung Grissenbach verlässt. In den Fluss münden der gleichnamige Grissenbach, der vom Scherenschleifersborn, der einzigen Quelle des Ortes auf einer Höhe von 467 Metern herabrinnt, der ca. einen Kilometer lange Hellsbach, der Altwiesenbach, der nach einiger Zeit parallelen fließens zu Sieg im Ortskern in die Sieg mündet, der kleine Hembach und das Diederseifen, ein kleiner Bach, der vom Berg Auf der Noll herabrinnt. Als kleinsten Sieg-Zufluss gibt es einen Bach im Flurstück Borngarten, der nur ca. 30 Meter Fließstrecke hat.
Die 5 längsten Sieg-Zuflüsse in Grissenbach:

### Naturdenkmäler
1989 gab es in Grissenbach 18 Naturdenkmäler, 2016 nur noch drei. Viele der Bäume mussten aufgrund von Krankheiten gefällt werden. Diese Tabelle bietet einen Überblick über die Entwicklung der Anzahl von Naturdenkmälern in Grissenbach:
| 1989             | 2016              |
| ---------------- | ----------------- |
| 10 Traubeneichen | eine Traubeneiche |
| eine Bergulme    | -                 |
| 6 Luisenlinden   | eine Luisenlinde  |
| eine Winterlinde | eine Winterlinde  |

### Nachbarorte
Nachbarorte sind Nenkersdorf im Nordosten, Werthenbach im Südosten, Helgersdorf im Süden, Salchendorf im Südwesten, Deuz im Westen und Beienbach im Nordwesten. Bis zum Bau der Obernautalsperre lag im Norden ferner der Ort Nauholz.

## Klima
Grissenbach hat ein ähnliches Klima, wie Netphen. Mit einem relativ hohen durchschnittlichen Jahresniederschlag von etwa 1200 mm und einer durchschnittlichen Temperatur von rund 8 bis 9 °C in den Tälern und 7 bis 8 °C auf den Bergrücken wird die Landwirtschaft erheblich erschwert. Die durchschnittliche jährliche Sonnenscheindauer beläuft sich auf 1480–1520 Sonnenstunden. Die durchschnittliche Windgeschwindigkeit auf den Bergrücken in 10 Meter Höhe über dem Boden liegt bei 4,0 bis über 4,5 m/s und ist damit im NRW-weiten Vergleich überdurchschnittlich hoch.

## Geschichte

### Überblick
Die erste urkundliche Erwähnung Grissenbachs war im Jahr 1311. Dort wurde der Ort als villa Crissinbach erwähnt.
Um 1790 entstanden zwei Kapellen im Ort, für jede Konfession eine.
1888: Backes Ost im Flurstück auf der Sinnerswiese wird erbaut.
Seit dem Jahre 1907 konnte Grissenbach sich durch einen Hochbehälter im Hellsbachtal mittels einer Wasserleitung selbstständig mit Quellwasser des Hellsbachs versorgen. Diese wurde jedoch 1972 nach der Fertigstellung der Obernau-Talsperre nicht mehr benötigt und so nach 65 Jahren außer Betrieb genommen. Heute wird Grissenbach vom Wasserverband Siegen-Wittgenstein versorgt. Durch dessen Transportleitungen wird das Trinkwasser von der Aufbereitungsanlage in Dreis-Tiefenbach über je eine Transportleitung nach Deuz und Walpersdorf transportiert und von dort durch das kommunale Leitungsnetz in die umliegenden Ortschaften verteilt. Ein weiterer Aspekt der Wasserwirtschaft in Grissenbach war der Wiesenbau, bei dem sog. Rieselwiesen angelegt wurden.
Im Jahr 1927 wird der Backes West erbaut.
Im Juni 1929 eröffnete dann die Grissenbacher Badeanstalt – allerdings ist sie heute nicht mehr in Betrieb und dient als Löschwasserteich.
1955 wurden eisenzeitliche Keramikfragmente und steinzeitliche Artefakte in Netphen – Grissenbach und in Deuz auf der Anhöhe Auf der Noll entdeckt. Bei späteren Ausgrabungen wurde dann auch noch ein Gräberfeld entdeckt.
Bis Ende 1968 gehörte die damals eigenständige Gemeinde Grissenbach dem Amt Netphen an und wurde im Zuge der kommunalen Neugliederung am 1. Januar 1969 in die Großgemeinde Netphen eingemeindet. Seit 2000 ist der Ort ein Netphener Stadtteil.
Der Dorfgemeinschafts-, Kultur- und Sportförderungsverein Grissenbach e. V. (DKS Grissenbach) wurde am 22. Juli 1991 ins Leben gerufen.
Am 14. November 1992 führte der DKS Grissenbach seine erste Aktion saubere Landschaft durch, bei der Unrat aus der Natur entfernt wurde. Seitdem wird diese Aktion alle paar Jahre wiederholt, zuletzt am 16. April 2016.
Am 29. Juni 2008 wurde der Verein Grissenbach Aktiv e. V. gegründet.
Am 22. Juni 2009 war ein Kamerateam vom Fernsehsender WDR in Grissenbach und machte Aufnahmen für die Mittendrin-Reportage der Sendung Lokalzeit Südwestfalen.
Am 11. März 2011 wurde eine vom DKS angeschaffte Rothaarsteig-Liege auf dem Heinenberg aufgestellt.
Vom 8.–10. Juli 2011 fand eine große Feier anlässlich des 700-jährigen Bestehens von Grissenbach statt,
welches mit einem stehenden Festzug gefeiert wurde. Außerdem wurde die Festschrift Grissenbacher Lesebuch herausgegeben, welche sich mit der Geschichte und den Besonderheiten von Grissenbach befasst.
Seit 2013 werden alle 42 Bänke in der Grissenbacher Gemarkung von Bankpaten betreut und einmal jährlich gepflegt. Jede Bank ist einem Paten zugewiesen worden.
Am 23. April 2016 wurde eine neue Sitzgruppe Vorm Nollen aufgestellt, die vom DKS Grissenbach gespendet wurde.
Ab 1. Juli 2016 bis voraussichtlich Herbst 2016: Renovierung des verfallenen Backes Ost (unter anderem Erneuerung des Dachstuhls, Freilegung des Kopfsteinpflasters, …) durch den DKS Grissenbach. Der Backes soll voraussichtlich im Herbst der Öffentlichkeit im Rahmen eines Backesfestes präsentiert werden.
Am 24. Juli 2016 richtete der Dorfgemeinschafts-, Kultur- und Sportförderungsverein Grissenbach e. V. (DKS Grissenbach) ein Fest in der Dorfmitte aus, um sein 25-jähriges Bestehen zu feiern. Zu diesem besonderen Anlass erschien auch eine auf 200 Stück limitierte 72-seitige Chronik des DKS Grissenbach, die von Wilfried Lerchstein verfasst wurde.
Seit 2021 wird auch in Grissenbach die Tradition der Köhlerei wiederbelebt. Der jährlich errichtete Grissenbacher Kohlenmeiler zählt zu den letzten des Siegerlandes – neben jenen in Walpersdorf und jenem in Fellinghausen. Der Erlös dient der Wiederaufforstung des Grissenbacher Haubergs.

### Einwohnerzahlen
Einwohnerentwicklung des Ortes:
| Jahr | Einwohner |
| ---- | --------- |
| 1461 | 75        |
| 1479 | 105       |
| 1486 | 110       |
| 1818 | 207       |
| 1871 | 184       |
| 1885 | 186       |
| 1895 | 175       |

| Jahr | Einwohner |
| ---- | --------- |
| 1905 | 196       |
| 1910 | 202       |
| 1925 | 266       |
| 1933 | 272       |
| 1939 | 301       |
| 1946 | 430       |
| 1950 | 421       |

| Jahr | Einwohner |
| ---- | --------- |
| 1961 | 423       |
| 1967 | 484       |
| 1988 | 821       |
| 1994 | 867       |
| 2007 | 858       |
| 2009 | 821       |
| 2010 | 812       |

| Jahr | Einwohner |
| ---- | --------- |
| 2012 | 824       |
| 2013 | 810       |
| 2014 | 801       |
| 2015 | 789       |
| 2018 | 778       |
| 2021 | 774       |
| 2022 | 777       |

## Sehenswürdigkeiten
Sehenswürdigkeiten im Ort und in der näheren Umgebung sind unter anderem:

### Die evangelische Fachwerkkapelle
Die evangelische Fachwerkkapelle (früher als Kapellenschule genutzt) wurde um das Jahr 1790 nur wenige Meter entfernt von der katholischen Kapellenschule erbaut. Bis zum Jahre 1901 wurden beide Kapellenschulen zur Kinderunterweisung genutzt, danach fand der Unterricht in einem Schulgebäude am Ortsausgang von Nenkersdorf statt. Fortan dienten beide Kapellenschulen nur noch zu kirchlichen Veranstaltungen. In den Jahren 1965/66 erfuhr die Fachwerkkapelle eine umfangreiche Renovierung und erhielt einen Anbau, für den Eichenholz aus Obernau benutzt wurde, denn durch den Bau der Obernautalsperre mussten viele Menschen umgesiedelt werden, und dadurch waren nach dem Abriss der Fachwerkhäuser in Obernau zahlreiche Eichenbalken vorhanden. Im Turm der Kapelle hängt eine Glocke, die aus der ehemaligen Glockengießerei Knebel aus Afholderbach stammt.

### Der Backes Ost
Der Backes Ost, der auf dem Flurstück Vorn auf der Sinnerwiese steht, ist ein Backhaus am Ortsausgang von Grissenbach Richtung Nenkersdorf. Es wurde im Jahre 1888 erbaut, wird aber momentan nicht mehr genutzt, da der Backes am zerfallen war. Im Mai 2016 löste sich die Backesgenossenschaft Sinnerwiese Grissenbach auf und stellte den Backes dem DKS Grissenbach zur Renovierung und späteren Nutzung zur Verfügung. Auf dem unter Denkmalschutz stehenden Backhaus wurde ein neuer Dachstuhl errichtet und das alte Pflaster vor dem Backes sowie eine Treppe zur Sieg freigelegt. Außerdem erhielt der Backes einen neuen Außenanstrich. Am 30. Juni 2018 wurde nach Abschluss aller Renovierungsarbeiten der Backes im Rahmen eines Backesfestes der Öffentlichkeit präsentiert.

### Der Backes West

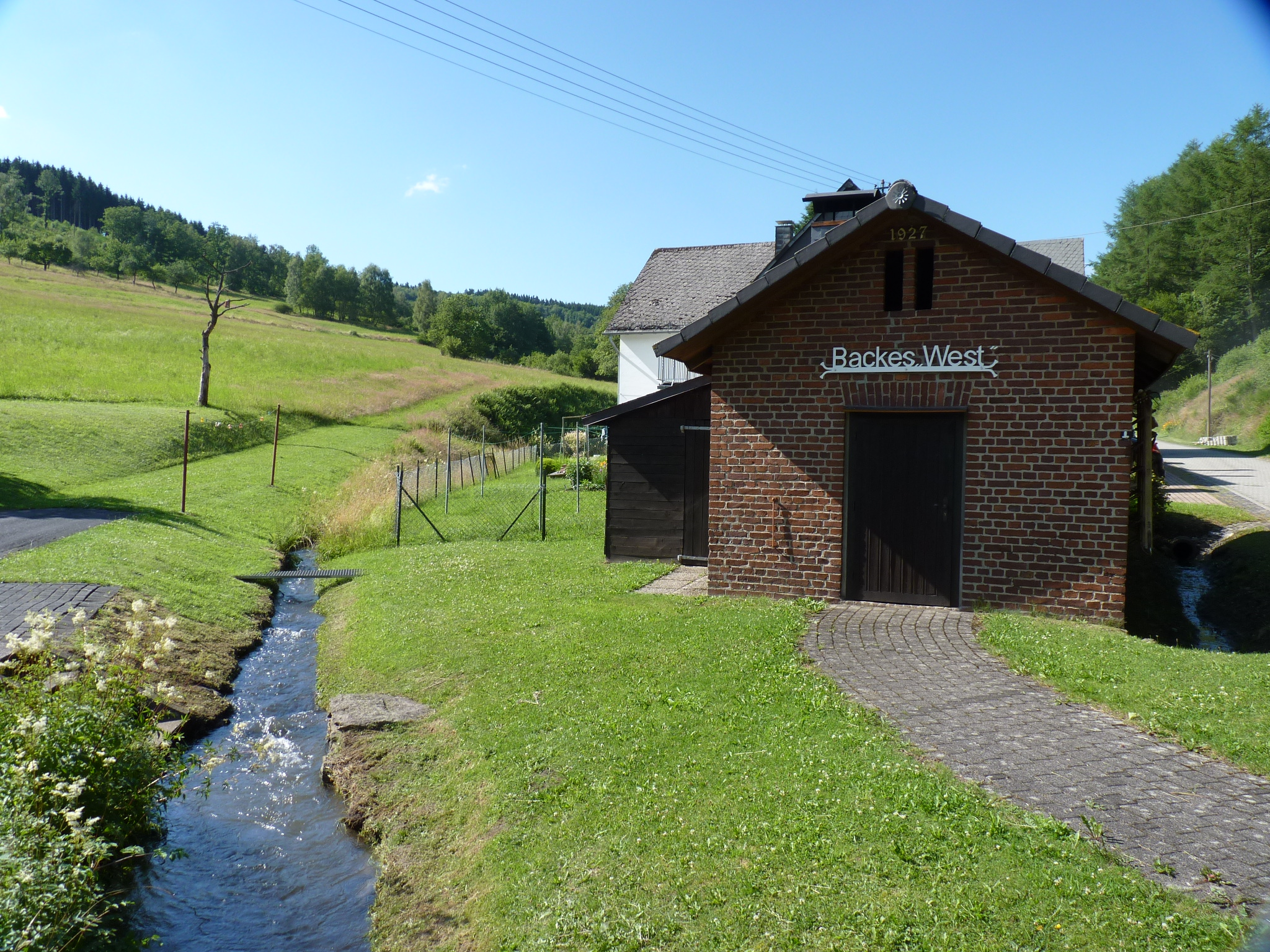
Der Backes West in Grissenbach

Der Backes West ist ein Backhaus im Grissenbachtal. Erbaut wurde er im Jahre 1927
und ist heute durch seine charakteristischen roten Ziegelsteinwände gut zu erkennen.
Sogar heutzutage noch wird in ihm z. B. zu besonderen Anlässen wie einem Fest noch Schanzenbrot gebacken. Seit 2003 gelegentlich auch Pizza.

### Siegerländer Sparfachwerk
Das weltweit bekannte Siegerländer Sparfachwerk kann man auch in Grissenbach bewundern: An der Siegtalstraße finden sich mit dem Schöerlersch Hus und dem Schrinnersch Hus zwei gut erkennbare Beispiele. Beim Sparfachwerk waren nur diejenigen Hölzer beim Hausbau erlaubt, die die Konstruktion tragen, Zierfachwerk jedoch war verboten. An der Siegtalstraße befindet sich in der Nähe der Straße eine Infotafel.

### Die Wassermühle Nenkersdorf
Die Wassermühle Nenkersdorf ist eine historische komplett erhaltene und funktionstüchtige Wassermühle bei Nenkersdorf. Sie wurde etwa um das Jahr 1240 erbaut und wird an manchen Tagen im Jahr (wie dem Deutschen Mühlentag), oder nach Vereinbarung auch noch für Besucher geöffnet.

### Die Obernautalsperre
Die Obernautalsperre ist eine Trinkwassertalsperre mit einem Fassungsvermögen von etwa 14,9 Millionen Kubikmetern, welche sich östlich des Netphener Stadtteils Brauersdorf befindet. Sie wird auch als Naherholungsgebiet genutzt. Von Grissenbach ist die Obernautalsperre in nördliche Richtung über den Sterndill zu erreichen. Ist man auf dem Bergkamm angelangt, so folgt ein kurzer steiler Abstieg nach Nauholz und schon befindet man sich nahe dem Vorstaubecken.

## Verkehr und Wandern
Grissenbach liegt an der Verbindungsstraße zwischen Deuz und Feudingen (In Grissenbach Siegtalstraße genannt), das zu Bad Laasphe gehört. Die nächsten Bahnhöfe sind Siegen und Weidenau. Früher führte auch eine Bahnlinie durch das benachbarte Werthetal. Busverkehr wird von der VWS übernommen. Durch Grissenbach fahren die Buslinien L167 und SB5. Durch die Gemarkung Grissenbach führt ein weit verzweigtes Wegnetz aus Wirtschafts- und Wanderwegen, zu dem unter anderem zwei Rothaarsteig-Zubringer und künftig auch der Natursteig Sieg zählen.

## Soziale Einrichtungen
Als soziale oder öffentliche Einrichtungen gibt es ein Bürgerhaus (welches zwischen 2009 und 2011 renoviert wurde), zwei Bolzplätze, drei Kinderspielplätze, einen Friedhof und die Freiwillige Feuerwehr.

## Veranstaltungen
Seit einigen Jahren findet jährlich am 3. Oktober der Grissenbacher Herbstmarkt statt.
Vom 8.–10. Juli 2011 fand zudem eine große Feier anlässlich des 700-jährigen Bestehens von Grissenbach statt. (Siehe dazu auch die Infos im Abschnitt Geschichte). Am 24. Juli 2016 feierte der DKS Grissenbach sein 25-jähriges Bestehen.